# Oravelia
Oravelia is een geslacht van wantsen uit de familie van de Macroveliidae. Het geslacht werd voor het eerst wetenschappelijk beschreven door Drake & Chapman in 1963.

## Soorten
Het genus is monotypisch en bevat alleen de volgende soort:

- Oravelia pege Drake & Chapman, 1963